# Campionati europei di judo 1960
I Campionati europei di judo 1960 sono stati la 9ª edizione della competizione organizzata dalla European Judo Union.
Si sono svolti a Amsterdam, nei Paesi Bassi, il 15 maggio 1960.

## Medagliere
| Pos.   | Nazione        | Oro | Argento | Bronzo | Totale |
| ------ | -------------- | --- | ------- | ------ | ------ |
| 1      | Paesi Bassi    | 3   | 2       | 3      | 7      |
| 2      | Francia        | 2   | 3       | 0      | 5      |
| 3      | Germania Ovest | 2   | 1       | 2      | 5      |
| 4      | Belgio         | 2   | 0       | 2      | 4      |
| 5      | Italia         | 0   | 3       | 0      | 3      |
| 6      | Cecoslovacchia | 0   | 0       | 1      | 1      |
| 6      | Jugoslavia     | 0   | 0       | 1      | 1      |
| 6      | Austria        | 0   | 0       | 1      | 1      |
| Totale | Totale         | 9   | 9       | 9      | 27     |

## Podi

### Uomini
| Evento         | Oro                   | Argento          | Bronzo            |
| 1º dan         | Michel Franceschi     | Jacques Le Berre | Iwijne Perdaens   |
| 2º dan         | Jean-Pierre Dessailly | Alphonse Lemoine | Horst Hein        |
| 3º dan         | Théo Guldemont        | Nicola Tempesta  | Gerhards Alpers   |
| 4º dan         | Daniel Outelet        | Tonny Wagennar   | Hein Essink       |
| fino a 68 kg   | Matthias Schiessleder | Johann Goor      | Koos Bonte        |
| fino a 80 kg   | Heinrich Metzler      | Hein Essink      | Henny Van Tergouw |
| oltre 80 kg    | Anton Geesink         | Nicola Tempesta  | Jindrich Kadera   |
| Categoria Open | Anton Geesink         | Nicola Tempesta  | Stojan Stojakovic |
| Gara a squadre | Paesi Bassi           | Francia          | Austria Belgio    |